# Бетт Катценказракхи
Бетт Катценказрахи (урождённая как: «Дуглас», после, 7-кратно женатая, как: «Дюк», «Лакин», «Гудмэн», «Кеннеди», «Дэвис» и т. д.) — была вымышленным персонажем и одним из 16 главных героев телевизионной американской мыльной оперы — NBC — «Сансет Бич», роль которой исполняла на протяжении всего пробега телесериала — Кэтлин Нун.

## Разработка и развитие персонажа
Кэролайн Хинси из «Daily News» — сообщила о проведенном кастинге с Нун в ноябре 1996 года. После своей — сыгранной роли в мыльной опере — «Все мои дети» Нун, до старта — «Сансет Бич», не появлялась на дневном телевидении — в течение нескольких лет. Хинси написала в своем обзоре, что, однако, не смотря на это: Нун — не исключала своего возвращения на дневное телевидение после того, как она сумела добиться успеха в прайм-тайм, и она сказала, что: «воспользуется шансом — вернуться, если ей подберут подходящую роль, которая ей была бы — по душе». О её кастинге в «Сансет Бич» Нун прокомментировала: «Это будет так весело, её играть, звуки постоянно ворчащей Бетти». Позже она рассказала Стиву Гидлоу из: «Внутри мыла», что когда сценаристы — ей внезапно растолковали роль персонажа, которого она должна была сыграть на экране в обозримом будущем, она также про себя подумала и решила, что роль Бетти — будет «просто изумительно интересно играть», и сравнила тетушку Бетти — со своим любимым тортом-десертом, сказав, что она «такая, такая хорошенькая!». Нун также описала Бетт как «персонаж, поездивший по миру, с большим кругозором и с большим сердцем — типа тетушки-мамы».
В своей вымышленной предыстории Бетти — много путешествовала по всему миру и была замужем — несколько раз. Она является центральной материнской фигурой для: Энни Дуглас (Сары Бакстон), в какой-то степени замещая ей и её родную мать, которой у той никогда не было рядом с нею. Нун назвала свою героиню — «такой возмутительной!», поведав зрителям, что ей часто сходило с рук то, о чём другие люди могут только воображать. Она также заявила: «Она просто такая прямая, как открытка на ладони, что означает, что она говорит все, что и как она это видит внутри себя. Она также довольно забавная и дерзкая, и именно поэтому она так нравится зрителям!».
Нун заключила свой новый контракт с сериалом в августе 1999 года, она также неверно предположила о будущем сериала, что NBC: «- все же не решится на отмену: „Сансет Бич“». О своей роли тётушки Бетти Нун сказала: «- Она просто потрясающая. Они не использовали её должным образом в шоу, но она была потрясающей. Мне жаль, что у них не хватило достаточно ума, чтобы сделать это, как того следовало бы сделать! Но мы идем дальше, ты понимаешь меня? По крайней мере, у меня был шанс создать её великолепный, веселый и задушевный образ. И, может быть, я в перспективе смогу сыграть и что-нибудь подобное и где-нибудь ещё в другом месте».

## Основные сюжетные линии
На протяжении всего пробега сериала, тетушка Бетти Катценказракхи была — всеми любимым и уважаемым человеком. Так как она всегда знала почти все последние сплетни в городе — в результате она была нанята — Грегори Ричардсом (Сэмом Беренсом) — в качестве журналистки: «Медиа Центра» и обозревателя светской хроники местной газеты: «Сентинел». Тетушка Бетти — всегда была — весьма весёлым, шутливым и занимательным персонажем. Она была замужем — семь раз и много путешествовала — по миру — в её вымышленной предыстории. В течение первого года — Бетт пребывала в сюжетной линии — с участием вместе — со своей лучшей подругой — Оливией Ричардс (Лесли-Энн Даун). Она решила во всем поддерживать её и её ложь — перед всеми и до конца, зная, что у Оливии — был роман с бойфрендом её дочери — Коулом Дешанелом, и то — что она внезапно — забеременела от него. Она даже солгала своей другой лучшей подруге — Элейн Стивенс (Ли Тейлор-Янг): о местонахождении её давным-давно — потерянного и в тайне украденного некогда Дэлом с её помощью и с помощью Оливии — сына (которым был Коул). Однако, но она сделала все это лишь для того, чтобы помочь защитить людей, которых любила больше жизни. Бетт — также участвовала в основном детективном цикле — «Дело об убийстве Дела Дугласса», в котором — она была одной из подозреваемых — в убийстве своего брата, хотя она и не была
убийцей, в рамках которого: её бывший муж — адвокат Энни — Эл Кеннеди — умер — после любовных игр с ней — в горячем джакузи — в новом доме её племянницы — Энни((в котором она осталась проживать вместе с ней и который — по завещанию Дэла, в конечном итоге, достался её лучшей подруге — Оливии), во всем поддерживая также и ту, когда её также и несправедливо обвинили в убийстве своего родного отца, солгав и, обеспечив ей алиби — перед полицией, тем не менее, она также подписала бумаги на кремацию тела(по настоянию жены Эла) Эла (не зная что в его гроб тем временем залезла её племянница, до этого сбежавшая из тюрьмы — по обвинению в убийстве)), что привело к тому, что Энни чуть — не кремировали — по случайной ошибке.
Тем не менее, Бетт была — одной из первых также, кто узнал, что её племянница благополучно пережила этот инцидент, и некоторое время укрывалась в доме Бена от Полиции и любопытных глаз, во всем её поддерживая в этой истории, хотя конечные косточки — всех улик привели — к её лучшей подруге — Элейн Стивенс, как — убийце Дэла Дугласса, и была доказана — невиновность Энни, она пыталась оставаться в доброжелательных и дружелюбных отношениях, как и с Энни, так и с Элейн, так и с Оливией.
Бетти также некоторое время(как и её племянница до неё) — флиртовала с Эдди Коннорсом (с Питером Бартоном), но их начавшиеся, и похоже, что больше, чем просто дружеские отношения зрителям так и не удалось до конца разглядеть, потому что Эдди — был убит из-за своих различных «грязных дел». Бетт также поддерживала хорошие отношения — с почти со всеми её бывшими мужьями, например, с Винсентом Дюком (Аароном Спеллингом) — с разорившимся медиамагнатом, появившимся внезапно на пороге её дома, пожалев его, и дав ему немного денег, или же — с Чарльзом Лакиным — с завсегдатым адвокатом в городе.
Позже, она столкнулась с внезапным возвращением в город её дочери — Эмили Дэвис (Кристи Харрис) — вернувшейся в город — в конце мая 1998 года, что повернуло тетушку Бетт — в совершенно иное русло и с иными ценностями — по сравнению с тем, с чем она жила до этого. Их отношения начались внезапно, после того, как они долго не виделись друг с другом и довольно сложно, напряженно и рискованно в сюжетной линии: «Шоковых Волн», когда огромная волна перевернула большой океанский лайнер, на котором по «счастливой случайности» они обе оказались вместе, пытаясь пережить вместе последствия «водной ловушки», но они медленно и вместе работали над тем, чтобы стать ближе, чем они были немного раньше и, в конце концов, сумели добиться этого, оставшись жить вместе, рядом друг с другом. Бетти также решила — всегда поддерживать начавшиеся отношения своей дочери — Эмили с младшим сыном её подруги Оливии — Шоном Ричардсом, будучи всегда практически «краеугольным камнем» их примирения, после их ссор. Она также пожалела и разрешила жить в своем доме вместе с Оливией — Эми Нильсон — предполагаемо исправившейся — «бывшей сопернице её дочери» по Шону Ричардсу, когда у той умер её отец, и ей негде — было ночевать, не подозревая что предполагаемая «подруга её дочери» по-прежнему «плела», и уже долгое время, «коварные интриги» — против неё, чтобы разлучить их с Шоном. В марте 1999 года Бетт, как и все — были поражены выяснить правду о ребёнке Оливии, что был от Коула в результате их романа, и что её племянница — Энни — похитила ребёнка — Оливии и, сказав ей, что он умер при родах, — отдала его — её дочери Кейтлин, которая представила перед всеми его как своего собственного. Для всех — это было очень тяжёлым временем: примириться с последствиями бремени этой тяжёлой правды, и какое-то время Бетт не желала разговаривать и иметь ничего общего со своей племянницей, но в конце концов смогла смягчиться к ней и простить её. В конце 1999 года, в конце, тетушка Бетти — смогла наконец вновь найти и обрести вновь свою давнюю любовь в лице — ЭйДжея Дешанела(в Гордоне Томсоне), но все было не все просто как ей казалось, так как ЭйДжей, уже казалось, всегда принадлежал её подруге — Оливии, не так давно: обещая на ней жениться(особенно после смерти Грегори Ричадса), когда Бетт уже не скрывала своих чувств к нему, но это было до того — как Оливия снова «запила»(Что было также тщательно запланированно и «подготовленно» её племянницей). Когда будучи «в пьяном угаре» — Оливия даже устраивала драки с Бетти. Все это вызвало также и большую ссору между ЭйДжеем и Оливией. В конце концов, все закончилось, когда Грегори, который считался утонувшим, оказался на самом деле жив; Оливия отдала свое предпочтение ему, своему бывшему и любимому мужу, отпустив насегда ЭйДжея к Бетт, которая наконец смогла обрести уверенность в любви ЭйДжея к ней и рассчитывать на дальнейшую взаимность к её романтическим к нему чувствам…

## Прием персонажа и отзывы критиков
За её изображение тётушки Бетти — Нун была номинирована в категории «Похитительница женских сцен» в 1998 году на высокую награду на премии: «Дайджест мыльных опер». В следующем году, Нун получила одну номинацию на Дневной премии Эмми, как: выдающаяся актриса второго плана в драматическом сериале. Джулия Ши из: The Michigan Daily высказала мнение, что Бетт является очень раздражающим персонажем, среди других персонажей мыльной оперы, из-за её «небывалого, для своих лет, сексуального аппетита». Стив Гидлоу из: «Inside Soap» не согласился с нею, написав, что: «Жизнь никогда не бывает слишком скучной — с тетушкой Бетти Катценказрахи — самой странной и эксцентричной особой в городе — Сансет-Бич». Критик «синдикатной мыльной оперы»: Нэнси М. Рейчердт, поразмыслив, написала, что Нун — не была «на истинной высоте своей роли» в её первоначальном изображении Бетти, но в конце концов она «сумела окончательно обосноваться и показать себя в своих несколько более реалистичных рамках и категориях».